# Dicyphus crudus
Dicyphus crudus är en insektsart som beskrevs av Van Duzee 1916. Dicyphus crudus ingår i släktet Dicyphus och familjen ängsskinnbaggar. Inga underarter finns listade i Catalogue of Life.